# Путинене, Ядвига
Ядвига Путинене (лит. Jadvyga Putinienė; род. 30 декабря 1945, Каунас), в девичестве Дунаускайте (лит. Dunauskaitė) — советская литовская легкоатлетка, специалистка по метанию копья. Выступала за сборную СССР по лёгкой атлетике в конце 1970-х — начале 1980-х годов, многократная победительница и призёрка первенств республиканского значения, рекордсменка Литвы, участница летних Олимпийских игр в Москве. Представляла Клайпеду и физкультурно-спортивное общество «Динамо».

## Биография
Ядвига Дунаускайте родилась 30 декабря 1945 года в Каунасе, Литовская ССР. Детство провела в деревне Балтакишкес Тельшяйского района, училась в школе в Луоке.
Занималась лёгкой атлетикой в Клайпеде, выступала за всесоюзное физкультурно-спортивное общество «Динамо».
На протяжении 1970-х годов доминировала среди литовских метательниц копья, неоднократно становилась чемпионкой республики, владела рекордом Литвы в своей дисциплине.
В 1972 году завоевала серебряную медаль на чемпионате СССР в Москве.
В 1977 году на другом чемпионате СССР в Москве взяла бронзу.
Попав в состав советской сборной, в 1978 году выступила на чемпионате Европы в Праге — в финале с результатом 57,28 закрыла десятку сильнейших.
В июле 1980 года на соревнованиях в Москве установила свой личный рекорд в метании копья — 67,84 метра. Благодаря такому высокому результату удостоилась права защищать честь страны на летних Олимпийских играх в Москве — здесь в финале метнула копьё на 59,94 метра и расположилась в итоговом протоколе на 11-й строке.
Окончила Литовский государственный институт физического воспитания (1967), работала тренером по лёгкой атлетике в «Динамо» (1965—1976) и «Жальгирисе» (1976—1985).
Впоследствии проживала в Клайпеде, успешно выступала на ветеранских соревнованиях по лёгкой атлетике.